# Dieter Müller-Wichards

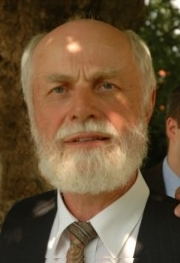
Müller-Wichards im Juni 2011

Dieter Müller-Wichards (* 1946 in Büdelsdorf) war Professor an der Hochschule für Angewandte Wissenschaften Hamburg (HAW) und ist Autor mehrerer Bücher.

## Werdegang
Müller-Wichards wurde 1946 in Büdelsdorf, Schleswig-Holstein geboren. Er studierte von 1967 bis 1972 Mathematik, Physik und Informatik an der Christian-Albrechts-Universität zu Kiel, wo er fünf Jahre später auch in Angewandter Mathematik promovierte. Von 1977 bis 1989 war er wissenschaftlicher Mitarbeiter am Deutschen Zentrum für Luft- und Raumfahrt (DLR) in Göttingen, wo er unter anderem die Aufgabe des Rechenzentrumleiters innehatte. Während dieser Zeit verbrachte er das Jahr 1986 als Gastwissenschaftler am IBM T.J. Watson Research Center in Yorktown Heights, New York City. 1989 verließ er das DLR, um eine Tätigkeit als wissenschaftlicher Mitarbeiter am IBM Institut für Supercomputing und Angewandte Mathematik des wissenschaftlichen Zentrums Heidelberg anzunehmen, ab 1990 als Leiter der Abteilung Ingenieurwissenschaftliche Anwendungen. Seit 1992 unterrichtet er an der Hochschule für Angewandte Wissenschaften Hamburg, ehemals Fachhochschule Hamburg, im Department Informations- und Elektrotechnik. 2011 erreichte er das Rentenalter und beendete im Sommer nach über 19 Jahren seine Professur an der HAW Hamburg.

## Werke

### Bücher
- Dieter Müller-Wichards: Transformationen und Signale. 1. Auflage. Teubner, Stuttgart 1999, ISBN 3-519-02742-9.
- Peter Kosmol, Dieter Müller-Wichards: Optimization in function spaces, with Stability Considerations in Orlicz Spaces, Series in Nonlinear Analysis and Applications 13. 1. Auflage. De Gruyter, Berlin/New York 2011, ISBN 978-3-11-025020-6.
- Christopher Maas, Dieter Müller-Wichards: Analysis 2. Wißner, Augsburg 1995, ISBN 978-3-928898-86-7.

### In Fachzeitschriften
- R. Dierstein, Dieter Müller-Wichards, H.-M. Wacker (Hrsg.): Parallel Computing in Science and Engineering (= Lecture Notes in Computer Science. Band 295). Springer, 1987.
- J.Martin, Dieter Müller-Wichards: Supercomputer Performance Evaluation,Status and Directions. In: The International Journal of Supercomputing. Vol. 1, 1987.
- Dieter Müller-Wichards: Performance Estimates for Applications: An Algebraic Framework. In: Parallel Computing. Vol. 9 (1988/89).
- Dieter Müller-Wichards: Problem Size Scaling in the Presence of Parallel Overhead. In: Parallel Computing. Vol. 17, 1991.
- Dieter Müller-Wichards, A. Peters, R. Reuter, W. Rönsch, J. Weidner: Supercomputer: Datenstrukturen und Algorithmen. In: IT-Informationstechnik. Band 1, 1992.
- Dieter Müller-Wichards, W. Rönsch: Scalability of Algorithms: An Analytic Approach. In: Parallel Computing. Vol. 21, 1995 (informatik.uni-trier.de).
- P. Kosmol, Dieter Müller-Wichards: Homotopy Methods for Optimization in Orlicz Space. In: Proceedings of the 12th Baikal Conference on Optimization Methods and their Applications. Irkutsk/Baikal 2001.
- P. Kosmol, Dieter Müller-Wichards: Homotopic Methods for Semi-infinite Optimization. In: Journal of Contemporary Mathematical Analysis. Vol. 36, Nr. 5. National Academy of Sciences of Armenia, 2001.
- P. Kosmol, Dieter Müller-Wichards: Pointwise Minimization of Supplemented Variational Problems. In: Colloquium Mathematicum. Vol. 101, Nr. 1, 2004 (journals.impan.gov.pl).
- P. Kosmol, Dieter Müller-Wichards: Stability of Families of Nonlinear Equations. In: Journal of Contemporary Mathematical Analysis. Vol. 41, Nr. 1. National Academy of Sciences of Armenia, 2006.
- P. Kosmol, Dieter Müller-Wichards: Stability Principles and Approximation Problems in Variational Calculus. Vol. 40, Nr. 6. National Academy of Sciences of Armenia, 2006, S. 46 (abstract [PDF]).
- P. Kosmol, Dieter Müller-Wichards: Strong Solvability in Orlicz Spaces. In: Journal of Contemporary Mathematical Analysis. Vol. 44, Nr. 5. National Academy of Sciences of Armenia, 2009.